# Suástica

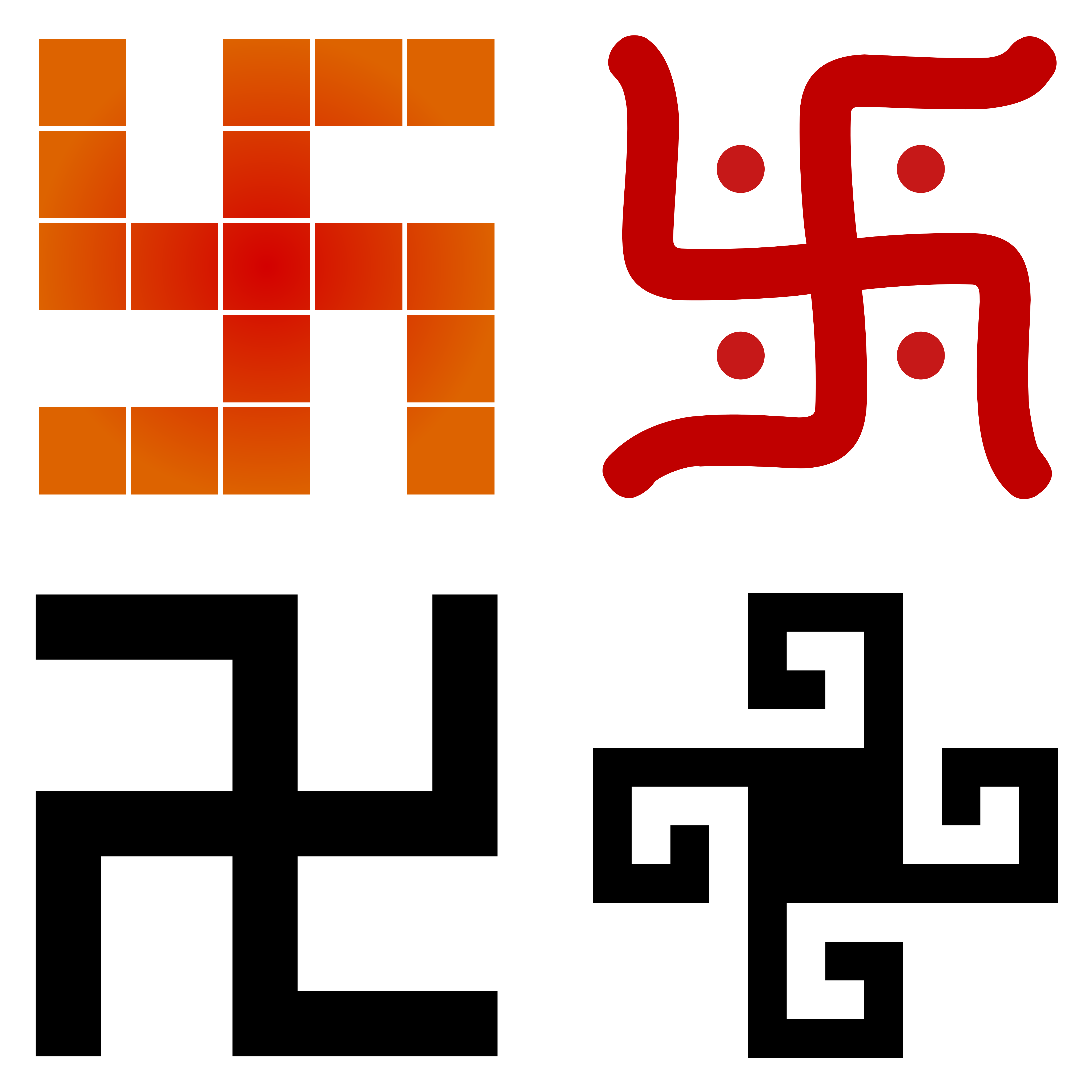
A suástica é um símbolo encontrado em várias culturas, com diferentes estilos e significados

A apropriação da suástica pelos Nazistas e neonazistas é a forma mais reconhecível do símbolo no ocidente.

A suástica, cruz suástica ou cruz gamada (unicode: 卐 ou 卍) é um símbolo místico encontrado em muitas culturas e religiões em tempos diferentes, do povo indígena Hopi aos Astecas, dos Celtas aos budistas, dos Gregos aos hindus, sendo encontrados registros de 5 mil anos atrás. Alguns autores acreditam que a suástica tem um valor especial por ser encontrada em muitas culturas sem contatos umas com as outras. Os símbolos a que chamamos suástica possuem detalhes gráficos bastante distintos. Vários desenhos de suásticas usam figuras com três linhas. A suástica nazista tem os braços apontando para o sentido horário, ou seja, indo para a direita, tendo sido apropriada como um símbolo de "identidade ariana". Outras chamadas suásticas não têm braços e consistem de cruzes com linhas curvas. Os símbolos islâmicos e Malteses parecem mais hélices do que propriamente suásticas. A chamada suástica celta dificilmente se assemelha a uma. As suásticas Budistas e Hopi parecem reflexos no espelho do símbolo Nazista. Na China há um símbolo de orientação quádrupla, que segue os pontos cardeais; desde o ano 700 ela assume ali o significado de número dez mil. No Japão, a suástica (卍 manji) é usada para representar templos e santuários em mapas, bem como em outros países do extremo oriente.

## Difusão do símbolo

A suástica é um símbolo muito antigo.

Suástica "virada à direita" - uma decorativa forma Hindu

A imagem da cruz suástica é um dos amuletos mais antigos e universais, sendo utilizada desde o Período Neolítico. Foi também adotada por nativos americanos, em diversas culturas, sem qualquer interferência umas com as outras. A cruz suástica também é utilizada em diversas cerimônias civis e religiosas da Índia: muitos templos indianos, casamentos, festivais e celebrações são decorados com suásticas. O símbolo foi introduzido no Sudeste Asiático por reis hindus, e remanescentes desse período subsistem de forma integral no Hinduísmo balinês até os dias atuais, além de ser um símbolo bastante comum na Indonésia.

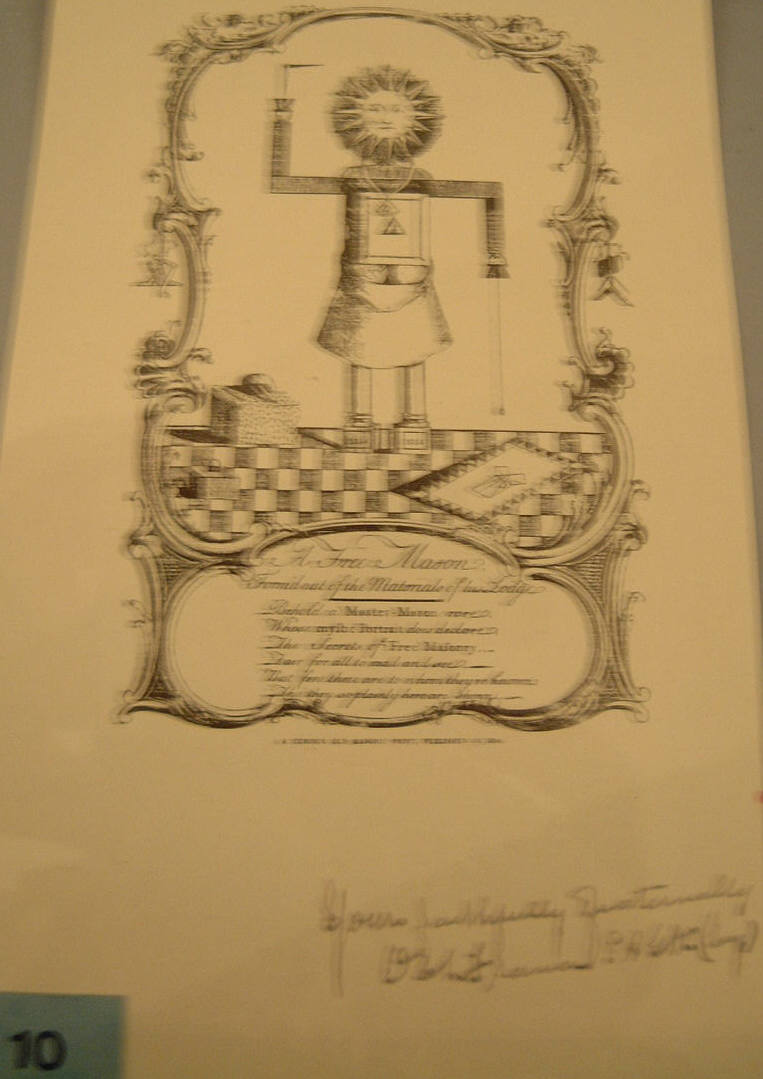
Um tipo de veneração à suástica

O símbolo tem uma história bastante antiga na Europa, aparecendo na cerâmica da pré-história de Troia e Chipre, mas não aparece no Antigo Egito, Assíria ou Babilônia; A. H. Sayce sugere que a sua origem é hitita. No começo do século XX era largamente utilizado em muitas partes do mundo, considerado como amuleto de sorte e sucesso. Entre os nórdicos, a suástica está associada a uma Runa, Gibur, ou Gebo.
Desde que foi adotada como logotipo do Partido Nazista de Adolf Hitler a suástica passou a ser associada ao fascismo, ao racismo, à supremacia branca, à Segunda Guerra Mundial e ao Holocausto na maior parte do Ocidente. Antes ela havia reaparecido num reconhecido trabalho arqueológico de Heinrich Schliemann, quando descobriu esta imagem no antigo sítio em que localizara a cidade de Troia, sendo então associada com as migrações ancestrais dos povos "proto-indo-europeus" dos Arianos. Ele fez uma conexão entre estes achados e antigos vasos germânicos, e teorizou que a suástica era um "significativo símbolo religioso de nossos remotos ancestrais", unindo os antigos germânicos às culturas grega e védica. O casal William Thomas e Kate Pavitt especulou que a difusão da suástica entre diversas culturas mundiais (Índia, África, América do Norte e do Sul, Ásia e Europa) apontava para uma origem comum.
Os nazistas utilizaram-se destas ideias, existentes desde os primórdios do movimento völkisch, adotando a suástica como símbolo a "identidade ariana" - conceito referendado por teóricos como Alfred Rosenberg, que o associou às raças nórdicas, ou seja, grupos originários do norte europeu. A suástica ainda sobrevive como símbolo dos grupos neonazistas.

## Etimologia e outros nomes
A palavra "suástica" deriva do sânscrito svastika (na escrita devanágari - स्वस्तिक), significando felicidade, prazer e boa sorte. Ela é formada do prefixo "su-" (cognata do grego ευ-), significando "bom, bem" e "-asti", uma forma abstrata para representar o verbo "ser". Suasti significa, portanto, "bem-ser". O sufixo "-ca" designa uma forma diminutiva, portanto "suástica" pode ser literalmente traduzida por "pequenas coisas associadas ao que traz um bom viver (ser)". O sufixo "-tica", independentemente do quanto foi dito, significa literalmente "marca". Desta forma na Índia um nome alternativo para "suástica" é shubhtika (literalmente, "boa marca"). A palavra tem sua primeira aparição nos clássicos épicos em sânscrito Ramayana e Mahabharata.
Formas alternativas de escrita deste vocábulo sânscrito em inglês incluem "suastika" e "svastica". Formas alternativas de denominar o símbolo:
- "Aranha negra" - como chamada por diversos povos da Europa Ocidental.
- "Cruz torta"
- "Cruz Gamada" (ou "em ganchos") - na heráldica.

## Histórico
As primeiras formas similares à suástica estão conservadas em vasos cerâmicos datados de cerca de 4 000 a.C., em antigas inscrições europeias (escrita "vinca"), e como parte da escrita encontrada na região do Indo, de cerca de 3 000 a.C., a qual as religiões posteriores (hinduísmo, budismo) passaram a usar como um de seus símbolos. Vasos encontrados em Sintashta, datados de cerca de 2 000 a.C. também foram decorados com o símbolo suástico (veja aqui). Símbolos semelhantes foram encontrados em objetos remanescentes das Idades do Bronze e do Ferro no norte do Cáucaso e no Azerbaijão, oriundos das culturas dos citas e sármatas (vide:). Em todas as demais culturas, com a exceção daquelas do sul asiático, a suástica não parece apresentar alguma significação relevante, mas surge como uma forma em meio a uma série de símbolos similares em complexas variações.
Na Antiguidade, a suástica foi usada largamente pelos indo-arianos, hititas, celtas e gregos, dentre outros. Em especial, a suástica era um símbolo sacro do hinduísmo, budismo e jainismo. Ela ocorre em outras culturas asiáticas, europeias, africanas e indígenas americanas - na maioria das vezes como elemento decorativo, eventualmente como símbolo religioso.

### Hipóteses
Bárbara G. Walker, autora da obra The Woman's Dictionary of Symbols and Sacred Objects, defende que a cruz suástica representaria os 4 ventos. Com relação à forma em que esta surge como uma armação de quatro letras gama ( Γ ), Walker diz que são um emblema de uma antiga deusa e provavelmente representa "os solstícios e equinócios, ou as quatro direções, quatro elementos, e os quatro deuses guardiães do mundo."

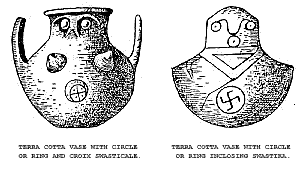
Dois vasos de óleo - desenho de Schliemann em "Ilios"

A ubiquidade do símbolo suástico pode ser explicada por ser um sinal muito simples, e surge facilmente em qualquer sociedade ao redor do globo. A suástica é um desenho repetitivo, criado em diversos momentos da história, ocorrendo num ponto e difundindo-se para os demais. Outra teoria justifica esta onipresença do sinal argumentando que todas as culturas se entrelaçam, e outros argumentam com a teoria do "inconsciente coletivo" de Carl Gustav Jung.
A existência do símbolo no continente americano pode ser explicada pela teoria do entrelaçamento cultural, mas não comportaria a teoria da difusão entre culturas. Enquanto alguns pesquisadores defendem que a suástica foi transferida secretamente por uma primitiva civilização europeia para a América do Norte, a hipótese mais provável é de que o desenho teve um desenvolvimento isolado e paralelo.

### Hipótese do cometa/pássaro

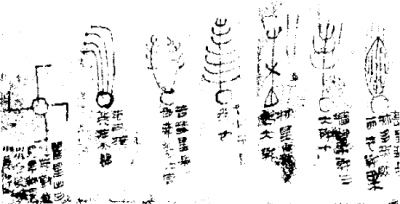
parte do "Atlas dos cometas da Dinastia Han" (note a suástica, à esquerda)

Uma outra explicação foi proposta pelo astrônomo Carl Sagan no seu livro “Cometa”. Sagan reproduz um antigo manuscrito chinês que exibe algumas variedades de cometas: a maioria são variações de cometas com caudas simples, mas as últimas representações apresentam o núcleo dos cometas com quatro braços curvados, lembrando a suástica. Sagan sugere que na antiguidade um cometa possa haver se aproximado bastante da Terra de forma que os jatos de gases que fluem dele, vergados pela rotação do cometa, tornaram-se visíveis – o que justificaria a representação da suástica como símbolo mundialmente existente.
Bob Kobres em Comets and the Bronze Age Collapse  (1992 - em inglês) , refuta esta teoria de que as representações similares à suástica da dinastia Han sejam derivadas de cometas, mas sim eram na verdade alegorias de “pés de aves” por sua semelhança com esta parte da anatomia desses animais – e sugere que o símbolo seja a representação de um faisão, incluindo também nesta hipótese aqueles localizados pelo arqueólogo Schliemann.

### Hinduísmo primitivo

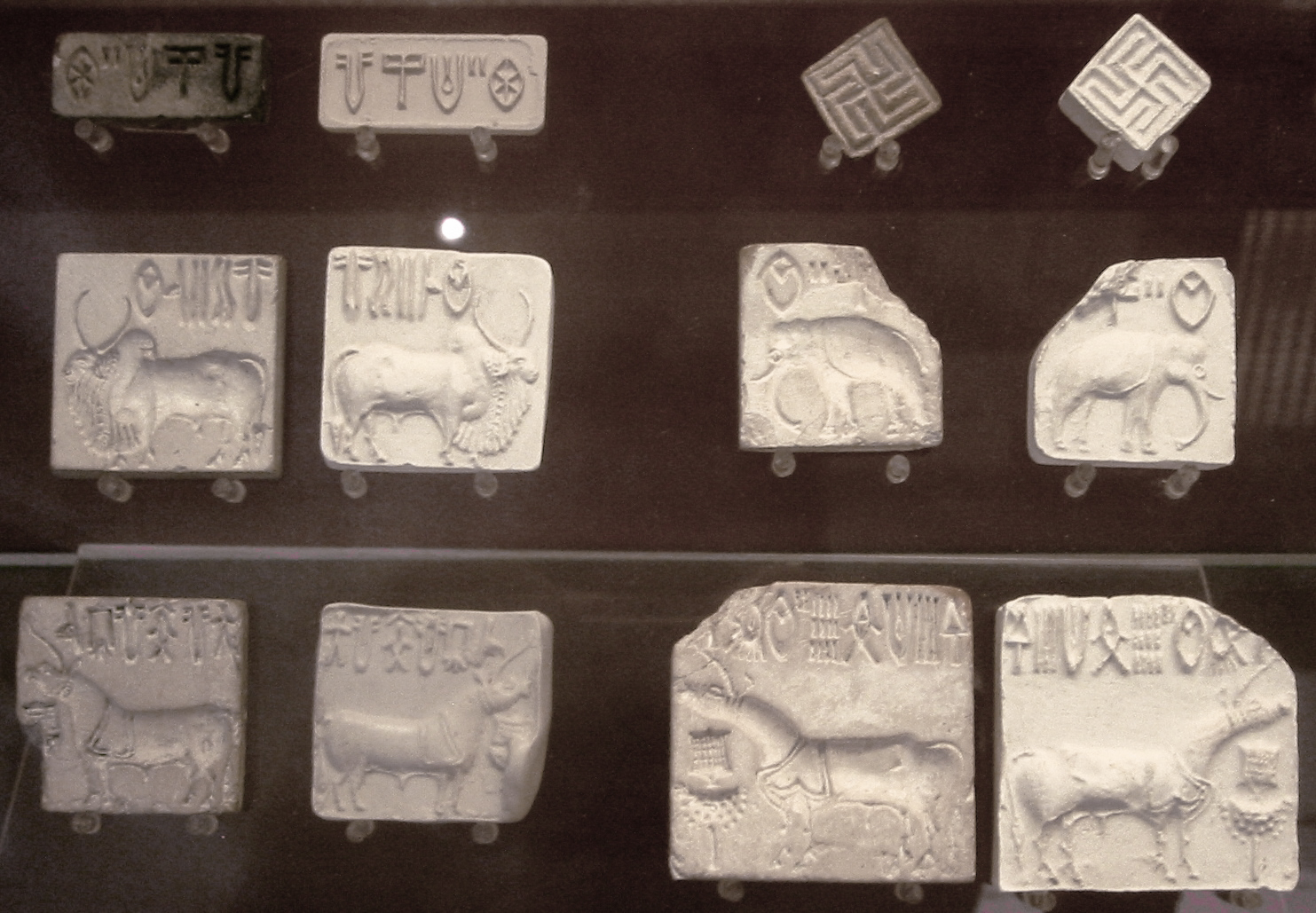
Selos da civilização do Vale do Indo

A suástica é um dos símbolos sagrados do hinduísmo há pelo menos um milênio e meio. Ela é usada ali em vários contextos: sorte, o Sol, Brama, ou no conceito da “samsara”. O budismo particularmente teve grande penetração noutras culturas, em especial no Sudeste da Ásia, China, Coreia, Japão, Tibete e Mongólia desde fins do primeiro milênio. Supõe-se que o uso da suástica pelos fiéis “Bom” do Tibet, e de religiões sincréticas como a “Cao Daí” do Vietnã , e “Falun Gong” da China, tenha sido tomado emprestado ao budismo. Da mesma forma, a existência da suástica como símbolo do Sol entre o povo “Akan” – civilização do sudoeste da África, pode ter sido igualmente resultado da transferência cultural em virtude do tráfico escravista por volta do ano de 1500.

### Adoção da suástica no Ocidente
A descoberta do grupo linguístico indo-europeu em 1790 teve um grande efeito na arqueologia, que pôde unir os povos pré-históricos da Europa com os antigos indo-arianos. Seguindo-se as descobertas de objetos contendo a suástica nas ruínas de Troia, Heirinch Schliemann consultou dois especialistas em sânscrito da época – Emile Burnouf e Max Muller. Schliemann concluiu que a suástica era um símbolo específico indo-europeu. Descobertas posteriores deste símbolo entre ruínas hititas e do antigo Irã pareceram confirmar esta teoria. A ideia foi propagada por muitos outros autores, e a suástica rapidamente tornou-se popular no mundo ocidental – aparecendo em muitos desenhos entre 1880 e os anos 20.

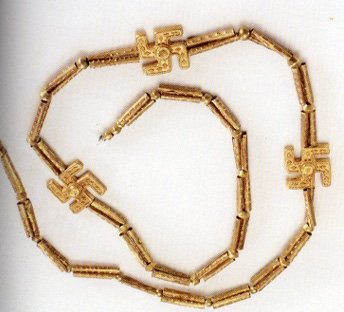
Colar indo-ariano, escavado em Kaluraz, Guilan (cerca de 1000, Museu Nacional do Irã)

Estas descobertas e a grande popularidade do símbolo suástico levaram a um desejo de emprestar-se um significado para ele. Na Escandinávia e Alemanha, regiões onde exemplares antigos foram encontrados, o símbolo ganhou o significado de boa-sorte, tal como na tradição indo-iraniana.
O uso do símbolo no ocidente, junto às significações religiosas e culturais que lhe emprestaram, foi corrompido no começo do século XX, quando foi adotado pelo Partido Nazista. Isto ocorreu porque os nazistas declaravam que os arianos eram os antepassados do povo alemão moderno e propuseram, por causa disto, que a subordinação do mundo à Alemanha fosse algo imperativo, e até mesmo predestinado. A suástica então tornou-se um símbolo conveniente, de forma geométrica simples e ao mesmo tempo marcante, a enfatizar este mito ariano-alemão, insuflando o orgulho racial. Desde a Segunda Guerra Mundial a maior parte do mundo ocidental tem a suástica apenas como um símbolo nazista, levando a equivocadas interpretações de seu uso no Ocidente, além de confusão quanto ao seu papel sagrado e histórico em outras culturas.

## Geometria e simbolismo

Suástica na proporção 5x5

Geometricamente a suástica pode ser definida como um icoságono (polígono de 20 lados) irregular. Os “braços” têm largura variável e são frequentemente retilíneos (mas isto não é obrigatório). As proporções da suástica nazista, entretanto, eram fixas: foram fixadas numa grade 5x5.
Uma característica fixa é a rotação em 90° de simetria e não equilateral – portanto com ausência de simetria reflexiva entre as suas metades.
A suástica é, depois da cruz equilateral simples (a "cruz grega"), a versão mais difundida da cruz.
Visto como uma cruz, as quatro linhas que emanam do ponto de centro às quatro direções cardeais. A associação mais comum é com o Sol. Outra correspondência proposta é a rotação visível do céu noturno no Hemisfério Norte, ao redor da Estrela Polar.

## A visão de Wilhelm Reich
O psicanalista austríaco Wilhelm Reich, em Die Massenpsychologie des Faschismus, faz a seguinte leitura do efeito psicológico da suástica:
1. O nazismo serviu-se da simbologia para atrair sobretudo a massa de trabalhadores alemães, enganando-os com a promessa de que Hitler seria um Lênin para a Alemanha;
2. A suástica é um símbolo de origem essencialmente sexual, de modo que causa uma forte excitação nos organismos devido à repressão sexual — o principal fator para a ascensão do nazismo e fascismo. De acordo com Reich, a excitação provocada "será tanto mais forte quanto mais insatisfeita, quanto mais ardente de desejo sexual estiver a pessoa";[8]
3. "Sob o simbolismo da propaganda, a bandeira era o que primeiro chama a atenção (cantando):[8]

| Nós somos o exército da suástica Erguei bem alto as bandeiras vermelhas Queremos abrir ao trabalhador alemão O caminho que leva a liberdade | Wir sind das Heer vom Hakenkreuz Hebt hoch doe roten Fahnen Der deutschen Arbeit wollen wir Den Weg zur Freiheit bahnen (em alemão) |

Usando músicas que claramente pareciam comunistas, e com a bandeira habilmente composta, passava o Nazismo um caráter revolucionário para as massas.
Reich atesta que a "teoria irracional" da superioridade racial, tinha apelos ao subconsciente, através das formas da suástica e dos contrastes oferecidos pelas cores utilizadas (vermelho, preto e branco), chegando mesmo Hitler a afirmar que esta cruz era um símbolo anti-semita, em sua origem.
E, indo mais longe, faz a leitura de que a suástica esquerda tem nítido apelo sexual:
"Se olharmos detidamente para as suásticas no lado direito, vemos que elas claramente revelam formas humanas esquematizadas. Já a suástica voltada para a esquerda, mostra um ato sexual…".
Conclui, assim, que o símbolo representou importante fator de atração para as massas, em torno de uma ideologia que considera falaciosa.

## Arte e arquitetura

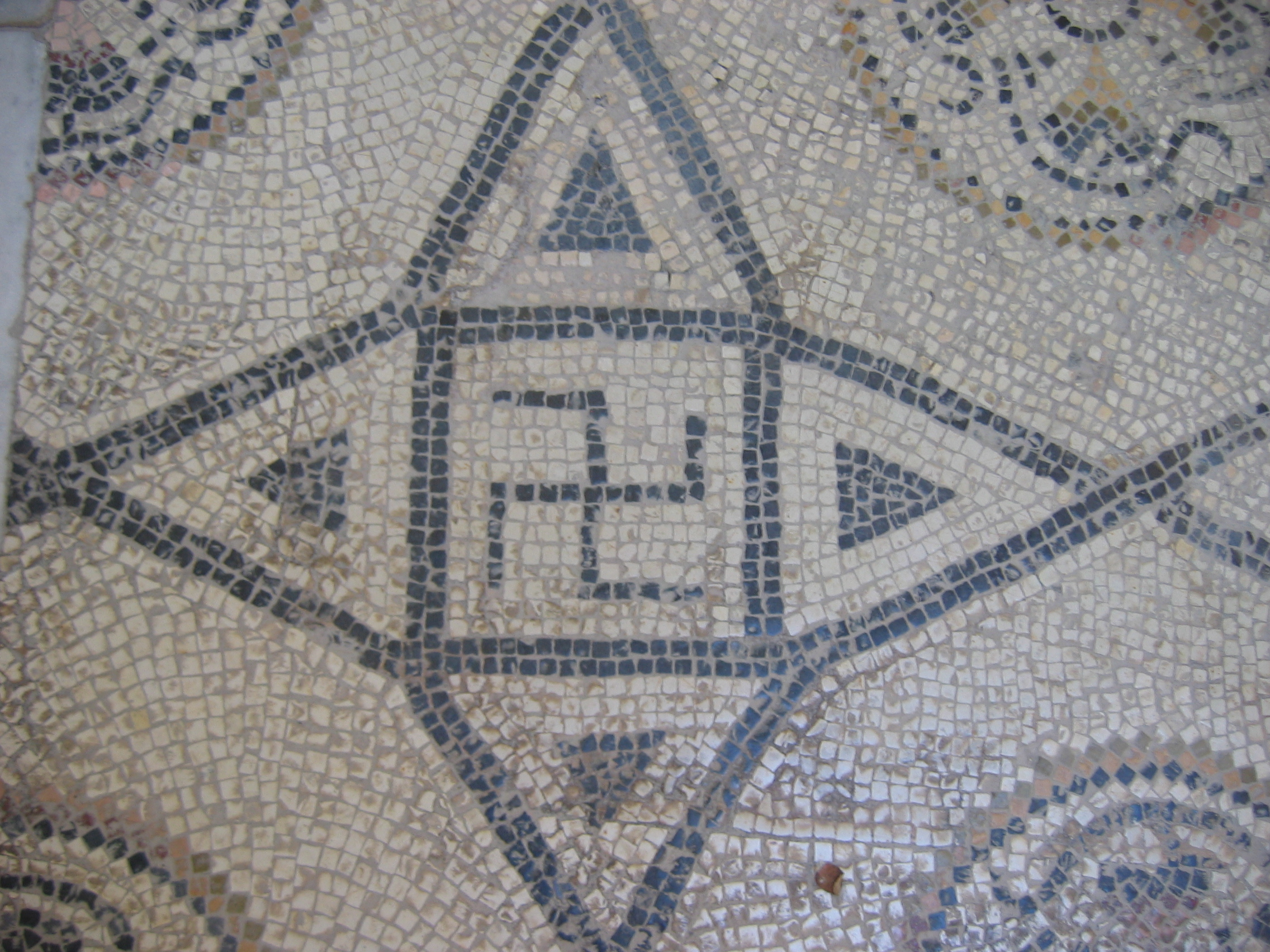
Suástica num mosaico romano

A suástica comum (卍) é um desenho de motivo muito recorrente na arquitetura e arte hindus e indianas, como ainda na arquitetura ocidental antiga, aparecendo com frequência em mosaicos, frisos e outros elementos da antiguidade. Antigos desenhos arquitetônicos gregos estão repletos de sequências com este motivo. Estes símbolos ocidentais clássicos incluem a suástica propriamente dita, em cruz, como o "triskele" (com 3 braços - "triskelion") e ainda os de pontas arredondadas. Neste último contexto, a suástica também é conhecida por "gammadion".
Na arte chinesa, coreana, e japonesa, a suástica é achada frequentemente como parte de um padrão decorativo. Um padrão comum, chamado sayagata em japonês, inclui suásticas viradas para a esquerda e para a direita, unidas por duas linhas.
O símbolo de suástica foi bastante encontrado nas ruínas da cidade antiga de Troia.
Na arte e arquitetura greco-romana, como na arte românica e gótica do Oriente, suásticas isoladas são relativamente raras, e geralmente são encontradas como elemento repetitivo de bordas ou tesselas (pedras quadradas com que se lajeiam compartimentos de edifícios - espécie de mosaico). Um exemplo de tessela é a que orna o piso da catedral de Amiens, na França. Bordas de suástica unidas também era um motivo arquitetônico comum em Roma, e pode ser visto em edifícios mais recentes como elemento neoclássico.

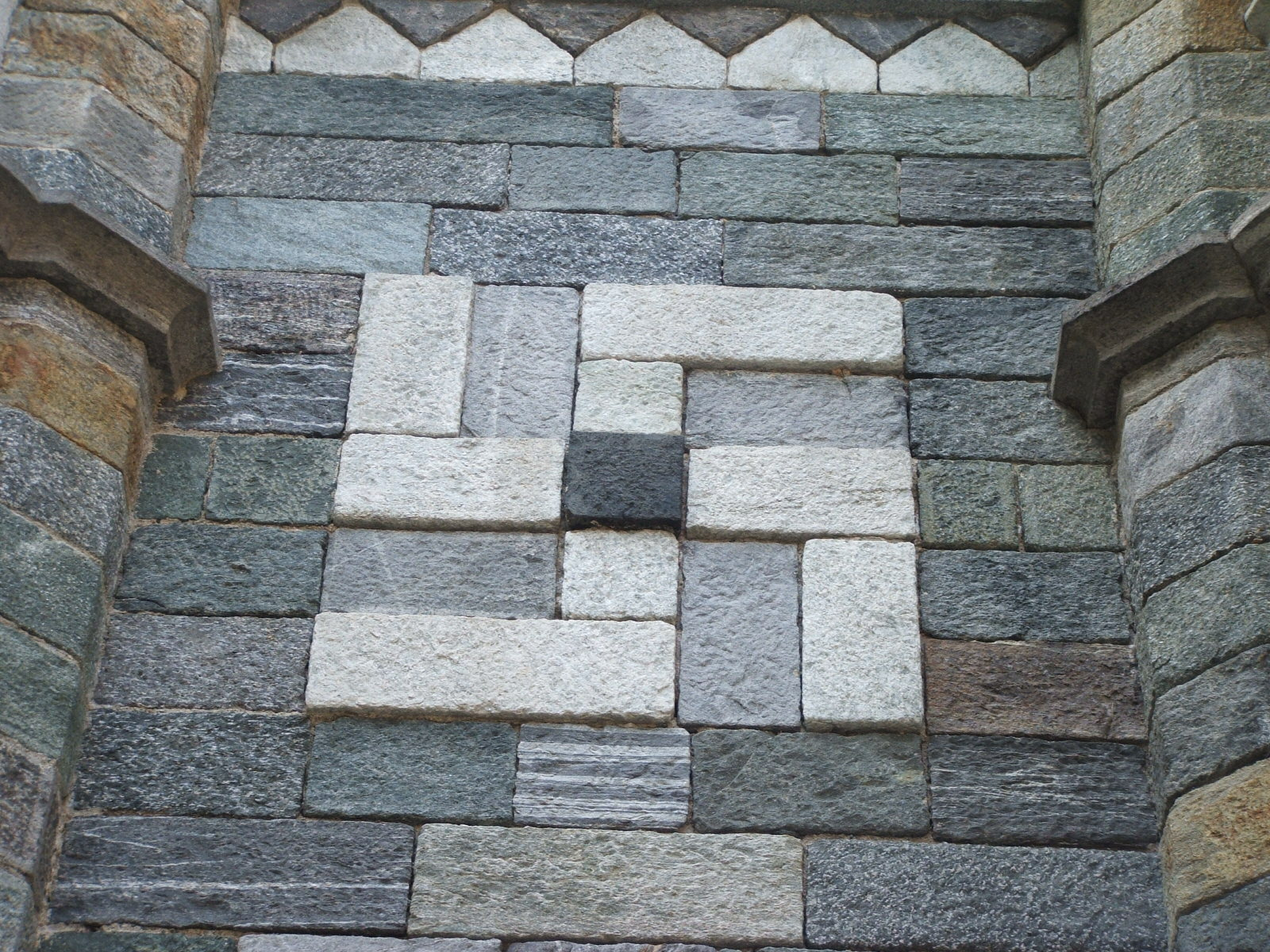
Igreja de Rosazza - detalhe

O sinal da suástica é reproduzido, provavelmente como símbolo solar, na arquitetura neo-românica da Igreja paroquial de Rosazza, no Piemonte, construída em torno de1850.
O "Laguna Bridge", no Arizona, construído em 1905 pelo "Reclamation Department" (Departamento de Recuperação) dos Estados Unidos está enfeitado com uma fila de suásticas.
O artista canadense ManWoman tentou reabilitar a "pacífica suástica ".

## Religião e mitologia

### Hinduísmo
A suástica é encontrada em templos hindus, símbolos, altares, quadros e na iconografia sagrada que há por toda parte. É usada em todos os casamentos hindus, nos festivais, em cerimônias variadas, nas casas e portões, em roupas e jóias, meios de transporte e até mesmo como elemento decorativo de pratos diversos, como bolos e massas.
É um dos 108 símbolos de Vishnu - e representa ali os raios do Sol, sem os quais não haveria vida.
O som Aum é também sagrado no hinduísmo. Considera-se  Aum como representativo do único tom primordial da criação. Já a suástica é uma marca puramente geométrica, sem nenhum som que lhe esteja associado. Também é vista como indicadora das quatro direções (norte, leste, sul e oeste), neste caso simbolizando estabilidade e solidez. Já o seu uso como símbolo do Sol pode ser visto primeiro como uma representação de Surya - o deus hindu do Sol.
Para o hinduísmo, os dois símbolos representam as duas formas do deus criador, Brama: voltada para a direita, a cruz representa a evolução do Universo (ou Pravritti); para a esquerda, simboliza a involução do Universo (Nivritti). Também pode ser interpretado como representando as quatro direções (norte, leste, sul e oeste), com significado de estabilidade e solidez.
Usada como símbolo do Sol, pode ser interpretada primeiro como representação de Surya, o deus hindu do Sol.
A suástica é considerada extremamente santa e auspiciosa por todos os hindus, e seu uso decorativo está presente em todos os tipos de artigos relativos à sua cultura.
No interior do subcontinente indiano pode ser visto nas laterais de templos, desenhada em inscrições dos túmulos, em muitos desenhos religiosos.
O deus Ganesh muitas vezes é feito sentado sobre uma flor de lótus, numa cama de suásticas.
Já entre os hindus de Bengala (e atual Bangladesh), é comum ver-se o nome da suástica ser aplicado a um desenho ligeiramente diferente, mas com a mesma significação da suástica comum, e da mesma forma usada como sinal auspicioso. Este símbolo se parece um tanto com a figura de um ser humano, e é um nome bastante comum entre os bengali, a tal ponto que uma importante revista de Calcutá se chama  Suástica. A figura ali usada, entretanto, não tem uso muito comum, na Índia.

### Budismo

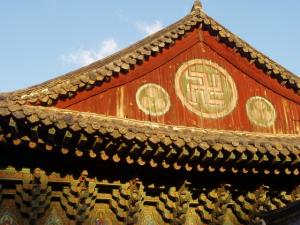
Suástica em um templo budista da Coreia

O budismo foi fundado por um príncipe hindu e as duas formas da suástica são uma herança dessa cultura. O símbolo foi incorporado desde a Dinastia Liao nos ideogramas chineses, com o sinal representativo 萬 ou 万 (wan, em chinês; man, em japonês; van, em vietnamita), significando algo como 'um grande número', 'multiplicidade', 'grande felicidade' ou 'longevidade', mas o desenho 卐 (suástica virada à direita) é raramente usado. A suástica marca as fachadas de muitos templos budistas. As suásticas (qualquer das duas variantes) costumam ser desenhadas no peito de muitas esculturas de Buda, e frequentemente aparecem ao pé da estatuária de Buda.
Em razão da associação da suástica voltada para a direita com o nazismo após a segunda metade do século XX, a suástica budista fora da Índia tem sido utilizada apenas na sua forma 卍 (virada para a esquerda).
Esta forma da suástica é comum também nas caixas de comida chinesa indicando que a comida é vegetariana e pode ser comida por budistas de princípios mais rígidos. Também é bordada com frequência nos colarinhos das blusas das crianças chinesas, para os proteger de maus espíritos.

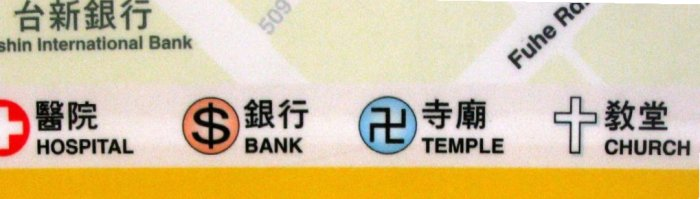
Mapas do metrô de Taipei, onde a suástica-esquerda representa os templos, junto à cruz que indica igrejas cristãs

Em 1922 o movimento sincrético chinês Daoyuan fundou uma associação filantrópica denominada Sociedade da Suástica Vermelha, copiando a ocidental Cruz Vermelha, que foi bastante atuante na China, durante as décadas de 1920 e 30.
A suástica usada na arte e escultura budistas é conhecida dentro da língua japonesa como manji (que, literalmente, pode ser traduzido como: 'caractere chinês para eternidade' - 万字), e representa o Dharma, a harmonia universal, o equilíbrio dos opostos. O símbolo virado à esquerda representa amor e piedade; voltado para a direita é força e inteligência.

### Jainismo
O jainismo dá mais ênfase à suástica que o hinduísmo. É um símbolo do progresso humano, e representa o sétimo Jina (Santo), o Tirthankara Suparsva. É considerada uma das 24 marcas auspiciosas, emblema do sétimo arhat dos tempos atuais. Todos os templos do Jain, assim como seus livros santos, contêm a suástica. Suas cerimônias começam e terminam com o desenho da suástica feito várias vezes em volta do altar.
Os adeptos também usam o arroz para desenhar a suástica (também conhecida por "Sathiyo" no estado indiano de Gujarate) diante dos ídolos nos templos. Os Jains colocam uma oferenda sobre esta suástica - geralmente uma fruta, um doce (mithai), uma fruta em passa ou ainda uma moeda ou cédula de dinheiro.

### Zoroastrismo
Em Surakhany (a 15 km. de Baku, no Azerbaijão) existe um Ateshgah ou  'Templo do Fogo', supostamente construído por volta do século VI a.C. por adoradores de Zoroastro, sobre uma fonte de gás natural (atualmente exaurida), onde ficava uma "chama eterna", que ardia noite e dia. Este templo foi também um santuário para os Parsis (adeptos de Zoroastro na Índia) e para os peregrinos hindus e siques. O pavilhão, quadrangular, possui inscrições em sânscrito e gravações com uma suástica.

### Religiões abraâmicas
A suástica não era usada pelos adeptos das religiões Abrâmicas. Onde aparece não tem nenhum simbolismo religioso e sim meramente decorativo - eventualmente podendo ser um sinal de boa sorte. Um claro exemplo é o chão da sinagoga de Ein Gedi, construída durante a ocupação da Judeia pelo Império Romano, que era ornado com a suástica.
Algumas igrejas cristãs no período românico e gótico estavam enfeitadas com suásticas, sobretudo as do início do período românico. Suásticas são o principal motivo de um mosaico na igreja de Santa Sofia, em Quieve (Ucrânia), erguida no século XII. Também aparece como ornamento na Basílica de Santo Ambrósio em Milão. Deste período é a Catedral de Nossa Senhora, em Amiens - acima citada - que foi erguida sobre um local de práticas pagãs, algo que, entretanto, nenhuma relação possui com o símbolo.
A  mesquita da Sexta-feira, em  Isfahan (Irã), e a Mesquita de Taynal em Trípoli (Líbano) possuem ambas motivos com a suástica.

### Outras tradições asiáticas
Algumas fontes indicam que a imperatriz chinesa Wu (武則天) da dinastia Tang (684-704), decretou que a suástica seria usada como um símbolo alternativo para representar o sol. Como parte da lista de caracteres do idioma chinês (mandarim), a suástica 卍 tem seu código (Unicode) U+534D (e a pronúncia segue o caractere 萬 chinês, no cantonês, man; no mandarim, wan) para a suástica voltada para a esquerda, e U+5350 卐 para a suástica virada à direita.
O mandarim Wan é um homófono para o número 10 mil, que é usado para representar o todo da criação, no Tao Te Ching, o livro basilar do taoísmo.
No Japão, a suástica é chamada manji. Desde a Idade Média é usado como um Mon - ou  'brasão de armas'  de algumas famílias. Na simbologia japonesa a suástica virada à esquerda e horizontal ou manji é usada para indicar o local de um templo budista. A suástica à direita é chamada de gyaku manji (逆卍 - literalmente, manji invertido), e também é chamada de kagi jūji, significando, literalmente, "cruz em gancho".

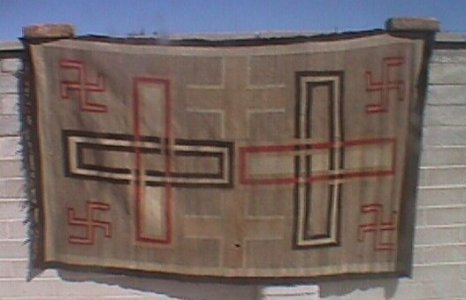
Tapeçaria dos Navajos, com suásticas nas duas direções

A suástica esquerda budista também aparece no emblema do Falun Gong. Isto acabou gerando problemas para os seguidores da prática, particularmente na Alemanha, onde a polícia chegou a confiscar várias bandeiras que traziam o emblema. Uma decisão judicial posterior permitiu aos seguidores alemães do Falun Gong continuarem com o uso do símbolo.

### Tradições dos nativos americanos
O formato da suástica foi usado por alguns dos povos americanos. Foi encontrado em escavações junto ao rio Mississipi, como no vale do rio Ohio, e era usada por muitas tribos norte-americanas, com destaque pelos Navajos. Em cada tribo a suástica possuía uma significação distinta. Para o povo hopi representava os clãs nômades; para os Navajos, era o símbolo usado para representar um tronco girando - imagem sagrada que evocava uma lenda usada nos rituais curativos.

bandeira de Kuna Yala

A forma da suástica é um símbolo bastante antigo na cultura Kuna, de Kuna Yala, no Panamá. Para eles a imagem lembra o polvo que criou o mundo: seus tentáculos, voltados para os quatro pontos cardeais, deram origem ao arco-íris, ao sol, à lua e às estrelas.
Em fevereiro de 1925 os Kuna se revoltaram contra a supressão de sua cultura, pelo governo panamenho, e em 1930 conquistaram autonomia. A bandeira oficial do estado exibe a suástica, com formas e cores que variaram ao longo dos tempos: as faixas antes da cor laranja eram vermelhas, e em 1942 um círculo (representando o tradicional anel de nariz dos Kunas) foi acrescentado para diferenciá-la ainda mais do símbolo do partido nazista.

### A Europa pré-cristã

Brasão inglês com a fylfot

A suástica, também chamada de cruz fylfot, um símbolo usado em moedas do século XIX como referência a uma cunha usada como calço nas janelas das igrejas medievais, aparece como ornamento em muitos artefatos pré-cristãos, tanto com as pontas viradas para a esquerda como para a direita. Motivos similares, dentro de círculos ou formas arredondadas, foram também interpretados como formas da suástica.
Na Grécia Antiga a deusa Atena era por vezes retratada num roupão ornado por suásticas.
Uma inscrição no alfabeto ogâmico numa pedra foi encontrada em Condado de Kerry, na localidade de Anglish, que fora modificada para uso num túmulo de um cristão primitivo - e estava ornada com duas suásticas e uma Cruz Pátea. Em restos de cerimônia fúnebre pré-cristã, em Sutton Hoo, Inglaterra, foram achadas xícaras de ouro e adornos com a suástica.

A antiga cruz do sol escandinava

O símbolo nórdico denominado cruz do Sol ou roda do Sol, forma habitualmente interpretada como uma variante da suástica, aparece frequentemente na arte antiga deste povo europeu. Também foram encontradas formas semelhantes em artefatos alemães antigos (período nômade), como uma ponta de lança encontrada em Brest-Litovsk, Rússia, ou a pedra de Snoldelev, em Ramsø, Dinamarca.
Nas religiões neo-pagãs germânicas, Asatru e Heathenry, a forma da suástica é frequentemente usada como símbolo religioso. Seus adeptos argumentam que o uso não possui qualquer implicação política que o símbolo ganhou com a ideologia nazista, lembrando as origens pré-cristãs do símbolo.
A suástica estava também presente na mitologia eslava pré-cristã. Era dedicada ao deus do Sol, chamado Svarog, e tinha o nome de Kolovrat (em polonês: kolowrót). Na República Polonesa o símbolo da suástica era popular entre os nobres. As crônicas registram que o príncipe Olegue, varangiano (um dos povos escandinavos), que no século IX junto aos seus guerreiros viquingues russos conquistaram Constantinopla, havia inscrito uma suástica vermelha nos portões daquela cidade. Várias das casas nobres da Polônia, como por exemplo Boreyko, Borzym, e Radziechowski da Rutênia ostentavam suásticas em seus brasões. As famílias alcançaram a nobreza entre os séculos XIV e XV, e a cruz suástica pode ser vista em muitos livros de heráldica então produzidos.
O Museu do Vaticano contém várias amostras de cerâmica etrusca com a suástica representada.

### A medievalLiga da Corte Sagrada
Walker (em A Woman's Dictionary of Symbols and Sacred Objects) informa que a suástica duplicada era associada com as Cortes Vêmicas da Idade Média, uma seita secreta fundada para perseguir os hereges e judeus, antes de ficar associada à Inquisição. Esses tribunais, segundo ela diz, continuaram como sociedades ocultas para a prática da justiça sumária e do anti-semitismo, até o século XIX, quando foi sucedida pelo Partido Nazista, cujos associados teriam substituído a suástica dupla pela única.

### Teosofia

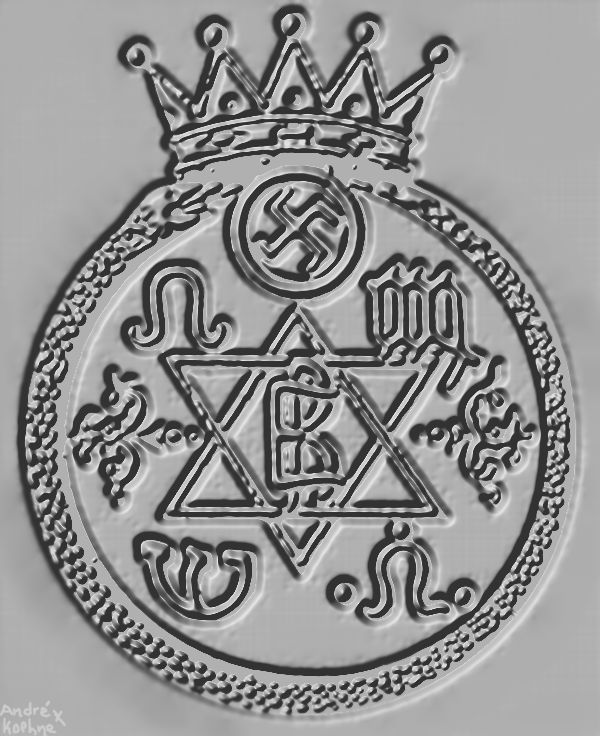
Brasão da Sociedade Teosófica

Baseada nos ensinamentos de Helena Petrovna Blavatski e seguidores como o Rev. Charles Webster Leadbeater, no corpo doutrinário denominado Teosofia, a Sociedade Teosófica, fundada na segunda metade do século XIX, trazia a suástica no topo do seu emblema, marcando desta forma sua influência no hinduísmo e outras ideias orientais.
Neste selo (criado em 1875), encontra-se a suástica junto à Estrela de Davi, símbolo associado ao judaísmo.

### Seicho-No-Ie

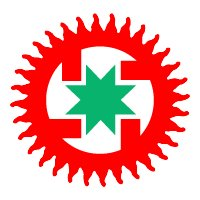
Emblema da Seicho-No-Ie

A parte externa do emblema, em forma de círculo, representa o Sol, do qual saem 32 raios simbolizando a luz que tudo ilumina. A parte interior é constituída pela lua e, no centro, por uma estrela. Os três astros reunidos harmoniosamente simbolizam o Universo.
A lua representa o budismo. No budismo a Lua é um símbolo com importante significado, pois Buda frequentemente a ela se referia para esclarecer seus ensinamentos. Note também que a Lua tem formato de cruz gamada com pontas direcionadas para o sentido horário, representando o movimento da polaridade positiva (esquerda) sobre a negativa (direita).

## Início doséculo XX

### Reino Unido

Logo de uma edição em 1911 de Rudyard Kipling

O autor britânico Rudyard Kipling, fortemente influenciado pela cultura indiana, tinha a suástica como o seu sinal pessoal inscrito no frontispício de seus livros até que a ascensão do Nazismo tornou isto inapropriado. Na sua obra “Just So Stories”, a história “The Crab That Played With The Sea” tinha uma ilustração de página inteira, elaborada pelo autor, chamada de “marca mágica”, que era uma suástica. Algumas edições posteriores suprimiram a marca, mas não a sua referência, de forma que os leitores ficaram desejosos por saber qual era a tal “marca”.
Durante a Primeira Guerra Mundial, a suástica era usada como o emblema do British National War Savings Committee.
A suástica também foi utilizada como um símbolo pelos Escoteiros do Reino Unido, e dali em todo o mundo. De acordo com o "Johnny" Walker, os primeiros Escoteiros a utilizaram em 1911. Robert Baden-Powell, Primeiro Barão Baden-Powell, acrescentou em 1922 uma flor de lis à suástica, na Medalha do Mérito Explorador, como sinal de sorte ao seu vencedor. Assim como Kipling, teria sofrido influência da cultura indiana.
Na página 63 do Guia do Escoteiro, escrito em 1925 por Benjamin Sodré, a cruz suástica ou "roda de fogo" representava o sol em movimento. O texto afirmava que Robert Baden-Powell  apresentava a suástica como significando as quatro partes do mundo e que, em todas as partes, os escoteiros deveriam viver em fraternidade. Em nota no prefácio do livro, reeditado em 1994, Carlos Borba, presidente da CCME informa que, nas reedições posteriores, foram retiradas as informações sobre a suástica. Em 1934 muitos jovens escoteiros pediram  que o desenho fosse mudado, em razão do uso da suástica pelos nazistas.

### Finlândia
Na Finlândia a suástica era usada como uma marca nacional e oficial do exército finlandês entre 1918 e 1944, e também pela Força Aérea daquele país por algum tempo.
A suástica ali também foi utilizada pela organização Lotta Svärd. A suástica azul era um símbolo de boa sorte usado pela família sueca do conde Eric von Rosen, que doou o primeiro aeroplano para a Finlândia para a Guarda Branca, durante a guerra civil daquele país (1918). Não havia qualquer conexão oficial com o Partido Nazista, mas representava a Cruz da Liberdade, uma antiga ordem finlandesa. Esta posição, contudo, permanece contraditória para alguns autores, uma vez que Rosen foi um dos fundadores do Nationalsocialistiska Blocket – a versão nazi sueca de partido político. Posteriormente Rosen estabeleceu maior e íntima ligação com a Alemanha nazista, após o casamento de Hermann Göring com Karin Kantzow, que era irmã de sua esposa.
A suástica aparecia em muitas medalhas e condecorações finlandesas. Isto se deu sobretudo durante a Primeira Guerra Mundial. A “Cruz de Mannerheim” era a equivalente finlandesa para a Cruz da Vitória ou Victoria Cross, a Croix de guerre ou a Medal of Honor.

### Irlanda
In Dublim, Irlanda, uma lavanderia chamava-se "Swastika Laundry", e existiu por muitos anos em Ballsbridge, ao sul da cidade. A companhia possuía uma frota de furgões vermelhos para entrega rápida, com uma suástica preta pintada sobre um fundo branco. A empresa foi fundada no começo do século XX e existiu até o final deste. O outdoor da lavanderia destacava-se no alto da lavanderia, e era visível das ruas próximas. Conta-se que o físico Erwin Schrodinger, exilando-se na Irlanda depois de fugir do regime nazista, quase foi assassinado pouco antes de um destes furgões cruzar a rua, e logo acreditou que a tentativa fora patrocinada pelo Terceiro Reich. O nome e o logotipo desapareceram quando a lavanderia foi incorporada a outra empresa maior - a companhia Spring Grove.

### Letônia
Também na Letônia a suástica (ali chamada de 'Cruz do Trovão' ou 'Cruz de Fogo') era usada como uma marca da Força Aérea, entre 1918 e 1934, como também foi a insígnia de algumas unidades militares. Também foi usada pelo movimento fascista do país - chamado Pērkonkrusts ou "Cruz do Trovão", no idioma local - e  por outras organizações apolíticas.
Na Letônia, a suástica voltada para a esquerda (ou Cruz do Trovão) remonta à Idade do Bronze. É encontrada insculpida em pedras, armas e cerâmicas, como um sinal protetor.

### Estados Unidos
Nos Estados Unidos a suástica foi muito utilizada antes do nazismo. Além da Sociedade Teosófica, fundada em Nova Iorque, e das tribos nativas, como os Navajos, até a década de 1930 a suástica era frequente no Sudoeste americano em suvenires, como mantas, medalhinhas e outras lembranças.
As estradas estaduais do Arizona, até 1940 tinham em suas placas uma suástica sobreposta ao sinal de trânsito (Arizona Roads - em inglês)
- Em 1907, o Palácio do Milho (Corn Palace), em Mitchell (Dakota do Sul), tinha uma suástica desenhada em uma de suas torres. Neste mesmo estado norte-americano, em Rapid City, havia suásticas ornamentando o salão de recepção do Alex-Johnson Hotel. Esta decoração era uma homenagem à cultura dos índios locais. Quando o lobby foi remodelado, esses símbolos desapareceram.
- O foyer da "Central High School" de Pueblo, Colorado, tinha seu chão de azulejos decorado com a suástica virada à direita. Esta escola foi construída em 1906.

Insígnia do 45th Infantry

- A 45ª Divisão de Infantaria do Exército norte-americano usava uma suástica amarela sobre fundo vermelho como símbolo da unidade até os anos 30, como referência ao Pássaro-trovão da mitologia (Thunderbird).
- Em 1925 a Coca-Cola fez um brinde que era um "relógio da sorte" com o formato da suástica, onde se lia o slogan: "Beba Coca-Cola, cinco centavos em garrafas" ("Drink Coca Cola five cents in bottles").
- A HPER (Health, Physical Education and Recreation Building), da Universidade de Indiana, contém revestimentos decorativos inspirados em desenhos dos nativos americanos, com a suástica. Foi feito na década de 1920, antes do partido Nazista chegar ao poder na Alemanha. Nos últimos tempos os motivos da suástica da HPER, junto aos murais do pintor Thomas Hart Benton (estes no Woodburn Hall, próximos daquele) causaram bastante polêmica no campus.
- A base da Marinha Americana, em Coronado, Califórnia, é construída no formado de uma suástica. ( Mapa no Google). Esta base naval foi construída antes da Segunda Guerra Mundial.
- Logo após a II Guerra, vários povos indígenas norte-americanos (como as tribos Navajo, Apache, Tohono O'odham e Hopi), publicaram um decreto declarando que não mais usariam a suástica em sua arte. Isto porque a suástica passou a simbolizar o mal, entre eles. O decreto, assinado por representantes dessas tribos, dizia:

"Porque o antigo sinal, que foi um símbolo de amizade entre nossos antepassados durante muitos séculos, foi recentemente profanado por outra nação de homens."
"Fica então resolvido que desta data por diante e para sempre nossas tribos renunciam ao uso do emblema, hoje geralmente conhecido por suástica ou fylfot, em nossas mantas, cestos, objetos artísticos, pintura corporal e vestimentas".
O Roger Stone também promoveu o seu uso em 2018 quando publicou no Instagram uma foto de sua assessoria presidencial da chapa da Campanha presidencial de Donald Trump em 2016 dando spoiler do novo símbolo do novo ministério da NASA.

### Canadá
Suástica é o nome de uma pequena comunidade do norte de Ontário, no Canadá, situada a aproximadamente 580 quilômetros ao norte de Toronto, e a cinco quilômetros de Kirkland Lake, cidade à qual pertence. A vila de Suástica foi fundada em 1906. Ouro foi descoberto perto dali e a Swastika Mining Company foi formada em 1908. O governo de Ontário tentou mudar o nome da cidade durante II Guerra Mundial, mas a população resistiu.
Em Windsor (Nova Scotia), entre 1905 e 1916, houve um time de hóquei no gelo que se chamava The Swastikas, e seu uniforme característico tinha este símbolo estampado. Outros times com este nome existiram em Edmonton (Alberta), por volta de 1916, e outro em Fernie (na Colúmbia Britânica), por volta de 1922.

### Polônia

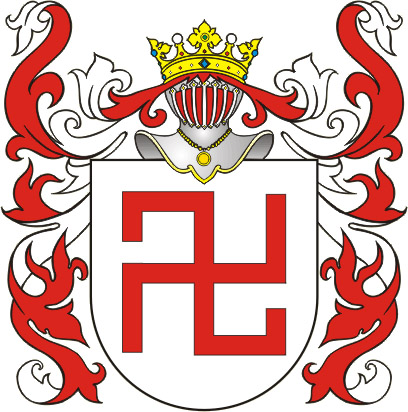
Brasão de armas dos Boreyko

Na Polônia, desde o começo da Idade Média que a suástica era parte integrante da nobreza muito utilizada nas terras eslavas. Conhecida por swazyca, era especialmente associada com um dos deuses eslavos, chamado Swarog.
Este significado, com o tempo, foi desaparecendo, mas permaneceu associado como sinal individual de várias personalidades, a exemplo do brasão dos Boreyko, e ainda na região de Podhale, onde era usado como talismã, até o século  XX. Como um símbolo do Sol, era pintado ou esculpido no interior das casas nas Montanhas de Tatra, sob a crença de que protegia a moradia contra o mal.

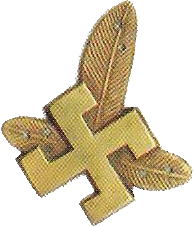
A cruz montesa, usada pela 21ª e 22ª Divisões de Infantaria

O antigo símbolo que era usado pelas sociedades chamadas Góral, foram depois adotadas pelas unidades montanhesas da infantaria polonesa, nos anos 20. Era uma insígnia de Regimento das unidades polacas de artilharia, da 21ª Divisão de Infantaria, da 22ª, e ainda pelos soldados da 4ª Divisão de Infantaria, do 2º e 4º Regimentos. Um distintivo com uma suástica sobre fundo azul era o emblema da Liga de Defesa Aérea e Antigás (LOPP, em polonês) entre 1928 e 1939, e que em 1937 chegou a possuir cerca de um milhão e meio de associados.
Fora do uso militar, a suástica montesa influenciou ainda outros símbolos e logotipos utilizados em terras polonesas. Dentre estes estava o logotipo da companhia editora IGNIS (de 1822), o símbolo pessoal de Mieczyslaw Karlowicz, notável compositor e amante das montanhas Tatras. Sua morte trágica nas montanhas, em 1909 fez com que o lugar do óbito fosse assinalado com uma pedra comemorativa e uma suástica. Finalmente, também era um símbolo usado como marca pessoal e ex libris por Walery Eliasz-Radzikowski, escritor polonês que também foi influenciado pela cultura montanhesa do país, e tinha a suástica marcando o frontispício de todos os seus livros e cartas.

Primeira logomarca da ASEA

### Suécia
A companhia sueca ASEA, atualmente Asea Brown Boveri, usava a suástica em sua marca, desde a década de 1890 até 1933, quando esta foi removida do logotipo.

### Espanha
Os nacionalistas eram chamados de nazistas pelos republicanos, enquanto os republicanos eram chamados de comunistas pelos nacionalistas.[carece de fontes?]

## Nazismo

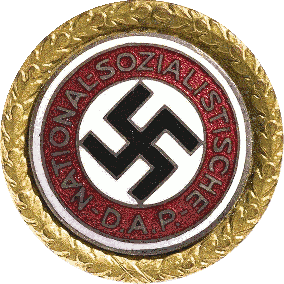
Distintivo do NSDAP

Bandeira da Alemanha NazistaProporção: 3:5Dimensões: 60 x 100Diâmetro do círculo: 45Suástica: 6

O Partido Nazista (Nationalsozialistische Deutsche Arbeiterpartei ou  NSDAP) formalmente adotou a suástica ou 'Hakenkreuz ' (cruz em gancho, numa versão literal) em 1920.
O símbolo era usado na bandeira, bem como em distintivos e braçadeiras do partido - embora já fosse usado, não oficialmente, pelo NSDAP e seu antecessor: o Partido dos Trabalhadores Alemães (Deutsche Arbeiterpartei, DAP).
Em Mein Kampf (1925), Adolf Hitler escreveu:
| “ | Eu mesmo, entretanto, depois de inúmeras tentativas, havia estabelecido uma forma final: uma bandeira com um fundo vermelho, um disco branco e uma suástica preta no meio. Depois de muito tentar, achei também uma proporção definida entre o tamanho da bandeira e o tamanho do disco branco, assim como a forma e espessura da suástica. | ” |

Vermelho, branco e preto, as cores usadas por Hitler, já estavam na bandeira do velho Império alemão.

### Suástica e pureza racial

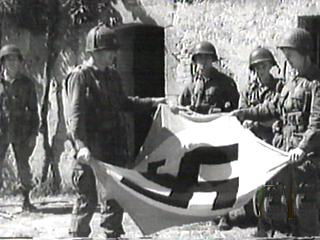
Soldados americanos recolhem uma bandeira nazista, durante a Segunda Guerra Mundial

O uso da suástica era associado pelos teóricos nazistas à sua hipótese da descendência cultural ariana dos alemães. Seguindo a teoria da invasão ariana da Índia, reivindicavam os nazis que os primeiros arianos naquele país introduziram o símbolo, que foi incorporado nas tradições védicas, sendo a suástica o símbolo protótipo dos invasores brancos. Também acreditavam que o sistema de castas hindu tinha sido um meio criado para se evitar a mistura racial.
O conceito de pureza racial, adotado como central na ideologia Nazista, não utilizou nenhum dos métodos modernamente aceitos como científicos. Para Alfred Rosenberg, que procurou emprestar cientificidade às ideias de Hitler, os arianos hindus eram, a um mesmo tempo, modelo a ser copiado e uma advertência para dos perigos da "confusão" espiritual e racial que, dizia, ocorrera pela proximidade das raças distintas.
Com isto, viram-se os nazistas justificados em cooptar a suástica como um símbolo da raça ariana. O uso da suástica seria um símbolo ariano, tempos antes dos escritos de Émile-Louis Burnouf. Assim como muitos outros escritores nazis, o poeta nacionalista  Guido von List e o jornalista Jörg Lanz von Liebenfels, místicos renomados,  fizeram acreditar que a suástica era um símbolo exclusivamente ariano.
Quando Hitler criou a bandeira para o Partido, procurou incorporar a suástica e ainda "essas cores veneráveis [vermelho, preto e branco] que expressam nossa homenagem ao passado glorioso que tantas honras trouxe à nação alemã".
Hitler também escreve em Mein Kampf: "Nós, nacional-socialistas, víamos a nossa bandeira como a materialização do nosso programa partidário. O vermelho expressava o pensamento social subjacente ao movimento. O branco, o pensamento nacional. E a suástica significava a missão que nos cabia - a luta pela vitória da humanidade ariana e, ao mesmo tempo, pelo triunfo do ideal do trabalho renovador, que é, em si, e sempre será antissemítico." .

### Nacionalismo: a suástica na bandeira alemã
Na realidade, a suástica já era usada como símbolo do movimento völkisch (em português, 'folclórico') alemão. Na obra "Deutschland Erwache" (ISBN 0-912138-69-6) Ulric da Inglaterra (sic), assim afirma:
| “ | … o que inspirou Hitler a usar a suástica como símbolo do NSDAP já era usado pela Sociedade Thule (em alemão: Thule-Gesellschaft), considerando-se que havia muitas ligações entre aquela e o DAP (Partido Alemão dos Trabalhadores) (…) De 1919 até o verão de 1921, Hitler usou a especial biblioteca Nationalsozialistische do Dr. Friedrich Krohn, um sócio muito ativo da Thule-Gesellschaft (…) O Dr. Krohn também era dentista de Sternberg, que foi designado por Hitler para desenhar uma bandeira semelhante àquela que Hitler projetara em 1920 (…) No verão de 1920, a primeira bandeira do partido foi apresentada no Lago Tegernsee (…) Sua fabricação foi caseira (…) As primeiras bandeiras não foram preservadas, de modo que a bandeira do Ortsgruppe München foi então considerada como a primeira bandeira do Partido. | ” |

José Manuel Erbez diz:
| “ | A primeira vez que a suástica foi usada com um significado "ariano" foi em 25 de dezembro de 1907, quando a autodenominada Ordem dos Novos Templários, uma sociedade secreta fundada por Adolf Joseph von de Lanz Liebenfels, içou, no Castelo de Verfenstein, na Áustria, uma bandeira amarela com uma suástica e quatro flores-de-lis. | ” |

Mas o fato era que Liebenfels estava se utilizando de um símbolo já costumeiro.
Em 14 de março de 1933, logo após o compromisso de Hitler como Chanceler da Alemanha, a bandeira do NSDAP foi içada ao lado das cores nacionais da Alemanha. Foi adotada como  bandeira nacional exclusiva no dia 15 de setembro de 1935.
A suástica foi usada nos distintivos e bandeiras ao longo de toda a era nazista, especialmente pelo governo e pelo exército, mas também foi usada por organizações "populares", como o Reichsbund Deutsche Jägerschaft.
Variantes do uso da suástica pelos nazistas:
- Suástica preta, com giro de 45º, sobre disco branco - símbolo do NSDAP e bandeiras nacionais;
- Suástica preta, com giro de 45º, sobre um quadrado branco (exemplo, a Juventude Hitlerista);
- Suástica preta, com giro de 45º, sobre fundo branco, pintada na cauda das aeronaves da Luftwaffe;
- Suástica preta, com giro de 45º, sobre desenho de linhas brancas e pretas finas contornando um círculo branco (exemplo, a bandeira pessoal de Hitler, onde uma grinalda de ouro cerca o símbolo);
- Suástica de braços externos curvos, formando um círculo interrompido, como a usada pela Divisão Nórdica das SS.

## A suástica no Ocidente atual
A suástica, usada por Hitler e pelo Partido Nazista, ainda é, na atualidade, utilizada por grupos neonazistas. Mas, para a maioria das pessoas do Ocidente, a suástica, sendo um símbolo associado às ideias e atos de nazistas, tornou-se um tabu em muitos países ocidentais.
Na Alemanha de pós-guerra, por exemplo, o Código Penal (Strafgesetzbuch) tornou criminosa a exibição de símbolos nazistas, tais como a suástica — exceto como símbolo religioso ou para demonstrar oposição ao nazismo (por exemplo, uma suástica quebrada, cruzada, etc.). Entretanto, neste código, não deixa claro se fica também proibida a construção de templos budistas ou jainistas no país (estes últimos sempre possuem uma suástica na sua fachada, e seu ritual implica a criação de sete suásticas com grãos de arroz em torno do altar, durante as orações).
Na Finlândia algumas unidades militares ainda usam a suástica. Em 1944 a Força Aérea mudou o seu emblema principal, mas continuou a utilizar a suástica noutro lugar. Em 1963 a Grã Cruz da Ordem da Rosa Branca mudou o seu emblema. Mais recentemente (25 de outubro de 2005) um emblema oficial com a suástica foi adotado pela Força Aérea.
Na Austrália, país que recebeu muitos refugiados durante a guerra, o símbolo é legalmente considerado "racista".
Em protestos contra a invasão do Iraque muitos ativistas usaram a suástica em associação a George W. Bush. O símbolo nazista também foi usado por alguns músicos para expressar sua discordância com a política do presidente norte-americano (algo que provocou certa controvérsia, no meio artístico).
Fundado nos anos 70 o Raëlismo — uma seita religiosa que acredita na possibilidade da imortalidade do corpo através do progresso científico — usa um símbolo que foi objeto de considerável controvérsia: a Estrela de David e a suástica entrelaçadas. Em 1991 o símbolo foi modificado, removendo-se a suástica, evitando-se assim a reprovação pública.
A Society for Creative Anachronism (Sociedade para o Anacronismo Criativo), que visa o estudo e diversão segundo a Idade Média e o Renascimento, impõem restrições para o uso da suástica em suas filiais — embora algumas delas mais modernas usem o símbolo.
Em 2002 a China exportou para o Canadá alguns brinquedos (como um panda gigante) em que a suástica aparecia, o que provocou muitas reclamações naquele país. Antes, em 1995 a cidade norte-americana de Glendale, na Califórnia, teve de cobrir mais de 900 postes de iluminação, marcados com a suástica — embora estes tenham sido fabricados por uma companhia norte-americana antes dos anos 20, e nada tivessem a ver com o nazismo.
Na Argentina, onde muitos nazistas se refugiaram, a suástica (e outros símbolos nazistas) são ainda utilizados por alguns grupos de extremistas com forte sentido anti-semita.
Na Índia, após a sua independência, a variação circular (semelhante à Cruz do Sol nórdica — que se vê na imagem ao lado) as cédulas eleitorais foram timbradas com este símbolo que, desde então, está associado aos pleitos eleitorais.
A Suástica no Raelianismo
O Movimento Raeliano Internacional criou um manifesto em favor da reabilitação da Suástica chamado: pró-Suástica (proswastika ) — com o objetivo de restituir a estre símbolo o seu verdadeiro significado.
A organização adotou também como emblema uma suástica inserida em um hexagrama ou "estrela de Davi", segundo Räel este seria o símbolo da civilização dos Elohim.

### Brasil
No Brasil, o uso da suástica para divulgação do nazismo constitui crime, de acordo com a lei 9.459, de 1997, conforme o parágrafo primeiro do seu artigo 20:
"§ 1º Fabricar, comercializar, distribuir ou veicular símbolos, emblemas, ornamentos, distintivos ou propaganda que utilizem a cruz suástica ou gamada, para fins de divulgação do nazismo.
Pena: reclusão de dois a cinco anos e multa."